# Mattias Ritola
Mattias Kenneth Ritola (Borlänge, 14 marzo 1987) è un hockeista su ghiaccio svedese.

## Carriera
Nei primi anni di carriera ha indossato le maglie di Leksands IF (2005-2007) e Arboga IFK (2006-2007). Nella stagione 2007/08 è approdato in AHL con i Grand Rapids Griffins, mentre l'annata successiva ha giocato in NHL con i Detroit Red Wings.
Nel 2010/11 ha giocato con Tampa Bay Lightning in NHL e con i Norfolk Admirals in AHL. Nella stagione 2011/12 è tornato in SHL con i Modo Hockey, club in cui è rimasto fino alla stagione 2014/15.
Dopo un periodo al Leksands IF, ha giocato con Skellefteå AIK (2015/16) e HC Fribourg-Gottéron (2016/17), prima di far nuovamente ritorno al Leksands IF.
Con la nazionale svedese ha preso parte ai campionati mondiali nel 2016.